# Martha McCabe
Pour les articles homonymes, voir McCabe.
Martha McCabe (née le 4 août 1989 à Toronto) est une nageuse canadienne. 

## Carrière
Martha McCabe commence sa carrière internationale en 2009 à l'occasion des Championnats du monde disputés à Rome et réussit à atteindre la finale du 200 m brasse dont elle se classe septième.
Lors Championnats du monde 2011, elle se hisse à la troisième place du podium sur 200 m brasse.
En 2012, elle participe aux Jeux olympiques de Londres se classant cinquième de la finale du 200 mètres brasse. 

## Palmarès

### Championnats du monde
- Championnats du monde 2011 à Shanghai (Chine) :
  -  Médaille de bronze au 200 m brasse